# Jacob Klivager Vestergaard
Jacob Klivager Vestergaard (født 9. oktober 1990 i Kolding) er en dansk politiker, tidligere formand for Socialistisk Folkepartis Ungdom (SFU) og folketingskandidat for Socialistisk Folkeparti (SF) i Aalborg Vestkredsen, Nordjyllands Storkreds.

## Baggrund
Jacob Klivager Vestergaard er opvokset i Kolding, hvor han fik sin studentereksamen fra Hansenberg (HTX) i 2010. Efter studentereksamen flyttede Jacob Klivager Vestergaard til Aalborg for at læse Politik og administration på Aalborg Universitet i 2011. Han blev færdig som cand.scient.adm. i 2016. Mellem sin gymnasie- og universitetstid var han fire måneder i militæret i Varde som værnepligtig.

## Politisk karriere
Jacob Klivager Vestergaard meldte sig ind i SFU i 2012. I 2012 blev Jacob valgt som formand for SFU Aalborg og var dette indtil 2013. Her blev han valgt til SFU's landsledelse på Landsmødet i påsken i 2013. Han sad i SFU's landsledelse frem til han i 2017 blev valgt til landsformand for SFU. Fra 2016 og frem til valget som landsformand for SFU var han formand for SF Aalborg. I 2013 blev Jacob Klivager Vestergaard valgt som folketingskandidat for SF i Aalborg Vestkredsen, Nordjyllands Storkreds. I 2013 var Jacob opstillet til Byrådet i Aalborg for SF, her fik han 205 personlige stemmer.